# Constantin Zureik
Constantin Zureik (en arabe : قسطنطين زريق) né le 18 avril 1909 à Damas et mort le 11 août 2000 à Beyrouth, est un intellectuel arabe, professeur d'université, spécialiste d'histoire arabe moderne et qui fut l'un des principaux théoriciens du nationalisme arabe moderne. Il a développé des idées politiques comme la « mission des Arabes » et la « philosophie nationale », qui deviendront les principaux concepts politiques des nationalistes arabes. Il était un grand partisan d'une réforme intellectuelle de la société arabe, insistant sur le besoin de rationalisme et d'une révolution morale.

## Vie et carrière universitaire
Né à Damas en 1909 dans une famille grecque orthodoxe, Constantin Zureik suit ses études primaires et secondaires dans une école orthodoxe. Il a ensuite étudié à l'université américaine de Beyrouth avant d'achever sa formation à l'université de Princeton aux États-Unis, où il a obtenu un doctorat en histoire en 1930.
Après avoir obtenu son doctorat, il a travaillé en tant que conférencier et diplomate. Il est ensuite nommé président de l'université de Damas en 1949.
Il est le premier intellectuel arabe à parler de la « Nakba » (catastrophe) après avoir écrit dès l'été 1948, alors qu'il séjourne à Beyrouth, un petit livre intitulé Ma 'an al Nakba consacré à la défaite des Palestiniens arabes face aux forces armées armées sionistes (Haganah, Irgoun et Lehi) et au départ  de la Palestine de plus de 700 000 d'entre eux, exilés durant la guerre de 1948-1949. L'original de ce livre est conservé dans les archives de la bibliothèque de l'Université américaine de Beyrouth.
En 1952, il est nommé vice-président de l'université américaine de Beyrouth, et de 1954 à 1958 il était son président temporaire.

## Contribution au développement du nationalisme arabe
La première publication notable de Constantin Zureik est basée sur une conférence de 1938, elle porte le nom de La conscience arabe (al-wa`i al-`arabi). Dans ce livre édité en 1939, il parle du concept de « mission arabe » et explique que chaque nation a un message à apporter à la culture humaine et à la civilisation. La conscience d'avoir une mission nationale rendrait aux Arabes la fierté perdue durant l'époque coloniale, et leur ferait ainsi regagner le rôle qu'ils tenaient auparavant dans le monde.
En 1983, il est président du bureau du centre de recherches de la Palestine et enseigne à l’université américaine de Beyrouth. Constantin Zureik réclamait également une « philosophie nationale », qui est une pensée politique réservée à la jeunesse arabe devant servir à former une élite intellectuelle et nationaliste, pour que le peuple soit régi par une « foi nationaliste ». Une telle philosophie était nécessaire, selon lui, pour le renouvellement national.
Ces deux concepts deviendront prépondérants chez les nationalistes arabes et ont influencé beaucoup d'intellectuels arabes dont Michel Aflak et des partis comme le Baath qui a repris ce concept sous une forme différente. Dans le début des années 1950, Constantin Zureik rencontre Georges Habache, qui avait été expulsé de Lydda avec ses parents en 1948 (devenue Lod) avec qui il fonde le Mouvement nationaliste arabe. Ce mouvement adopte les idées de ses deux fondateurs, qui se veut être un mouvement socialiste, nationaliste panarabe révolutionnaire et favorable à la laïcité alors que la quasi-totalité des États arabes étaient des États à statut musulman.